# 루멘
루멘(Lumen, lm)은 가시광선의 총량을 나타내는 광선속의 SI 단위이다.

## 정의
1 루멘의 광선속은 1 칸델라의 광도를 갖는 광원에 의하여 1 스테라디안의 입체각으로 발산되는 광선속의 양으로 정의된다. 또한 이는 단위 면적(1 m2)에 1 럭스(lux, lx)의 조도로 입사하는 빛의 광선속에 해당한다. 루멘, 칸델라, 럭스의 관계를 식으로 표시하면 아래와 같다.
```
1 lm = 1 
cd
·
sr
 = 1 
lx
·
m
2
```

광원이 1 칸델라의 광도로 1 스테라디안의 입체각으로 빛을 낸다면 총 광량은 1 루멘이다. 등방성의 1칸델라의 광원의 총 광량은 정확히 {\displaystyle 4\pi }루멘이다.

## 설명
한편 1 칸델라는 진동수 540 ×1012 헤르츠인 단색광,을 방출하는 광원의 복사도가 어떤 주어진 방향으로 스테라디안 당 1⁄683 와트일 때 이 방향에 대한 광도로 정의 되므로, 진동수 540 ×1012 헤르츠에서 단위 입체각(스테라디안)당 1W의 전자기 에너지를 발산하는 광원의 단위 입체각(스테라디안)당 광선속은 683 루멘이 된다.

## 같이 보기
- 밝기
- 광도
- 휘도
- 조도
- 럭스
- Lux meter